# František Xaver I. Krakowský z Kolowrat
František Xaver I. hrabě Krakowský z Kolowrat (10. října 1783 Vídeň – 13. prosince 1855 Telč) byl český šlechtic z krakovské větve rodu Kolovratů, byl komořím a získal hodnost podplukovník (Oberstleutnant).

## Život a rodina
Narodil se 10. října 1789 ve Vídni jako nejmladší syn a poslední dítě Leopolda Viléma hraběte Krakowského z Kolowrat (1727–1809) a jeho druhé manželky Marie Terezie hraběnky z Khevenhűller-Metsch (1741–1805). Stal se zakladatelem čtvrté linie rodu Krakowských z Kolowrat, jejíž potomci žijí dodnes. Byl pánem na Budkově, Mladoňovicích, Gross Wetzdorfu a Rohrbachu v Dolních Rakousích.
Dne 24. března 1804 pojal ve Vídni za choť Julii (Julianu) hraběnku von Wildenstein-Wildbach (8. 12. 1786 Štýrský Hradec – 17. 9. 1849 Budkov), dceru Ferdinanda hraběte von Wildenstein-Wildbach a Marie Aloisie hraběnky von Stubenberg. Z tohoto manželství se narodilo celkem deset dětí, dvě však záhy zemřely:
- 1. Leopold (11. 12. 1804 Vídeň – 21. 3. 1863 Vídeň), zakladatel týnecké linie šlechtické rodiny Kolovratů, c. k. komoří, polní podmaršál, guvernér Benátek
  - ⚭ (1850) Natalie Blaszezyńska (9. 8. 1828 Varšava – 17. 1. 1861 Pau), morganatické manželství
- 2. Teodor (29. 5. 1806 Vídeň – 12. 5. 1875 Vídeň), zakladatel rychnovské linie
  - ⚭ I. (1833) hraběnka Marie Luisa von Niczky (25. 10. 1811 Vídeň – 9. 4. 1842 Subotica)
  - ⚭ II. (1849) hraběnka Severine Slawczyn-Sieminska (13. 5. 1823 – 15. 6. 1889)
- 3. Ferdinand (6. 9. 1807 Vídeň – 21. 3. 1897 Vídeň)
  - ⚭ (1864) Aloisie Jungnikl (16. 2. 1838 – 29. 4. 1904)
- 4. Františka Xaverie (13. 11. 1808 Vídeň – 4. 9. 1869 Zdislavice)
  - ⚭ (1840) hrabě František Josef Dubský z Třebomyslic (24. 2. 1784 Petrovaradín – 13. 3. 1873 Vídeň), majitel statků Zdislavice, Žádlovice a Hoštice.
- 5. Juliana (1809)
- 6. Marie Aloisie (1811)
- 7. Leontýna (11. 6. 1812 Budkov – 12. 11. 1882 Baden)
  - ⚭ (1838) Georg Kress von Kressenstein (29. 6. 1783 Norimberk – 30. 8. 1880 Baden), polní podmaršálek
- 8. Valerie (23. 4. 1821 Vídeň – 25. 12. 1913 Hainburg an der Donau)
  - ⚭ (1843) hrabě Zikmund Zichy z Vaszonykeö (6. 1. 1800 Linec – 10. 3. 1887 Hainburg an der Donau)
- 9. Juliana Františka (22. 4. 1823 Vídeň – 28. 3. 1907 Ónod, Borsod-Abaúj-Zemplén)
  - ⚭ (1845) hrabě Karel Erdődy (14. 2. 1816 Vídeň – 27. 1. 1864)
- 10. Marie Leokardie (22. 1. 1825 Vídeň – 31. 3. 1915 Hainburg an der Donau)
  - ⚭ (1856) hrabě Ludvík Alexandr Zay de Csömör (18. 12. 1821 Pešť – 7. 4. 1888 Hainburg an der Donau)

František Xaver Krakowský z Kolowrat zemřel 13. prosince 1855 v Telči. Společně se svojí manželskou je pohřbený v Budkově.

## Vojenská kariéra
V době napoleonských válek sloužil hrabě František Xaver jako gardista v hodnosti majora v tzv. Šlechtické gardě císaře a krále Františka I. Garda s 38 členy (aristokraty české provenience), doprovázela panovníka při válečných taženích. Odznakem členství byl dnes velice vzácný Český šlechtický kříž (Das Böhmische Adelskreuz).

## Majetek
Po válkách prodal hrabě František Xaver panství a zámek ve Filipově uherskému šlechtici Františku Zichymu. Dnešní novogotická podoba zámku, hospodářského dvora i celé vsi pochází až z let 1863–1865, z původního kolowratského barokního zámku jsou v dnešní budově zachovány jen některé obvodové zdi její střední části.
V roce 1841 byl statek Budkov rozdělen mezi manžele Františka Xavera a Julii Krakowskou z Kolowrat. O 8 let později odevzdal František Xaver tento statek svým dětem Theodoru, Leontině (provdané Kressové), Xaverině (provdané Dubské), Valerii (provdané Zichy), Julii (provdané Erdödy) a Marii Leokardii do společného vlastnictví. Těchto 6 sourozenců pak v roce 1853 Budkov prodalo za 400 000 zlatých a 800 dukátů Karlu knížeti z Liechteinsteinu († 7. dubna 1865), který pak učinil tento statek roku 1859 fideikomisem pro sekundogenituru knížat z Liechtensteinu.